# Nina Power
Nina Power est une philosophe et féministe anglaise. Elle est actuellement professeure de philosophie à l'Université de Roehampton. Elle s'inscrit dans la continuité de la déconstruction, des gender studies et de la French Theory. Elle est aussi spécialiste d'Alain Badiou. 

## Biographie
Nina Power occupe le poste de Senior Lecturer in Philosophy à l'Université de Roehampton. Elle publie des articles sur la philosophie européenne, l'art, la politique et la pédagogie. Elle écrit notamment pour le quotidien d'information britannique The Guardian.
Elle est une spécialiste de la pensée du philosophe français Alain Badiou, dont elle a coédité On Beckett, mais aussi du marxisme, de Feuerbach, de Sartre et de l'atomisme. Elle a été interviewée dans le documentaire allemand Marx Reloaded (2011) avec d'autres philosophes, comme Slavoj Žižek, Peter Sloterdijk et Toni Negri, à propos de l'actualité du marxisme.
Elle a publié en 2009 un nouveau manifeste féministe, intitulé La femme unidimensionnelle (One Dimensional Woman), aux éditions Zero Books. Le titre est un clin d'œil au livre du philosophe allemand Herbert Marcuse, L'Homme unidimensionnel (One-dimensional Man), publié en 1964 aux États-Unis et en 1968 en France. Nina Power critique le féminisme intégré par le capitalisme libéral, en tant que production du féminin comme image réifiée et marchandise à vendre.

## Œuvres
- (en) One Dimensional Woman, Zero Books, 2009.

### Œuvre traduite en français
- La Femme unidimensionnelle, trad. Nicolas Vieillescazes, Les Prairies ordinaires, 2010.

### Traduction en anglais
- Alain Badiou, On Beckett, coédité et traduit par Nina Power et Alberto Toscano, Clinamen, 2003.

### Filmographie
- Jason Barker, Marx Reloaded, ZDF/Arte, 2011 (Nina Power y est interviewée).